# Malene Staal
Malene Staal (* 14. März 1991 in Halden, Norwegen) ist eine ehemalige norwegische Handballspielerin.

## Karriere
Malene Staal gab im Alter von 16 Jahren ihr Debüt beim norwegischen Drittligisten Sarpsborg IL. Im Sommer 2011 wechselte die Rückraumspielerin zum Erstligisten Fredrikstad BK, für den sie in ihrer ersten Saison 26 Treffer erzielte. Zwei Jahre später wechselte Staal zum Zweitligisten HK Halden, mit dem sie 2014 in die Eliteserien aufstieg. Mit Halden stand sie am 30. Dezember 2014 im Finale der Norgesmesterskap, den norwegischen Pokalwettbewerb, und nahm in der Saison 2015/16 am Europapokal der Pokalsieger teil.
Staal schloss sich im Sommer 2017 dem deutschen Bundesligisten VfL Oldenburg an. Mit Oldenburg gewann sie 2018 den DHB-Pokal. Anschließend wechselte sie zum Ligakonkurrenten Buxtehuder SV. Im Februar 2019 kehrte sie zum VfL Oldenburg zurück. Nach der Saison 2019/20 verließ sie Oldenburg. Nachdem Staal anschließend vertragslos war, schloss sie sich im Januar 2021 dem norwegischen Erstligisten Oppsal IF an. Nach der Saison 2020/21 beendete sie ihre Karriere.